# Я — Фемен
Я — Фемен (фр. Je suis FEMEN) — документальний фільм 2014 року швейцарського режисера Алена Марго. Фільм розповідає про життя Оксани Шачко — співзасновниці та активістки руху «FEMEN».

## Синопсис
Оксана — жінка, борець, художник. У підлітковому віці пристрасть до іконографії надихає її приєднатися до монастиря, але в кінцевому підсумку вона вирішує присвятити свої таланти руху Femen. З Анною, Інною та Сашою вона заснувала знамениту феміністську групу, яка протестувала проти режиму. Згодом вона покине свою батьківщину, Україну, і подорожуватиме по всій Європі. Оксана, керована творчим завзяттям і бажанням змінити світ, дозволяє нам поглянути на її світ і свою особистість, яка є настільки ж незрозумілою, чаруючою і живою, як і її пристрасні твори мистецтва.

## Покази
- Одеський міжнародний кінофестиваль-2014
- Стокгольмський міжнародний кінофестиваль-2014
- Міжнародний кінофестиваль у Локарно[2]
- Міжнародний кінофестиваль у Хіхоні[en][2]
- Копенгагенський міжнародний фестиваль документального кіно[2]
- телеканал RTS1 ( Швейцарія)

## Нагороди
- 2014: Міжнародний фестиваль документального кіно у Ньйоні[en] — Приз журі найкращому швейцарському документальному фільму.[3]